# Spathius siculus
Spathius siculus är en stekelart som beskrevs av Nixon 1943. Spathius siculus ingår i släktet Spathius och familjen bracksteklar. Inga underarter finns listade i Catalogue of Life.